# Julian Beck
Julian Beck (Nueva York, 31 de mayo de 1925-Nueva York, 14 de septiembre de 1985) fue un actor de cine y teatro, director teatral, poeta y pintor estadounidense. Fundó The Living Theatre en 1947 con su futura esposa, Judith Malina, originando el movimiento off-off-Broadway. Conocido por su papel como el reverendo Henry Kane, el malvado predicador en la película de terror sobrenatural Poltergeist II: The Other Side (1986).

## Biografía
Beck nació el 31 de mayo de 1925 en Washington Heights, Manhattan, hijo de Mabel Lucille (de soltera Blum),  maestra, segunda esposa de Irving Beck, dueño de un negocio de repuestos para motocicletas. Recibió su nombre en honor a Julia Beck (de soltera Blum), hermana de su madre y primera esposa de su padre, quien falleció durante la pandemia de gripe de 1918.

## Trayectoria

### Pintor
Beck ya era pintor en 1943 cuando conoció a Malina, con quien se casó en 1948 y con quien tuvo un hijo y una hija. Beck entró en el círculo de la mecenas Peggy Guggenheim en 1945, y exhibió su obra en el Salón de Otoño de Guggenheim con los cuadros de William Baziotes, Willem de Kooning, Robert Motherwell, Jackson Pollock y Mark Rothko, en la Galería Art of This Century.
En noviembre de 1955 Beck realizó una exposición individual en la Galería Ganymede, para el cual su amigo Paul Goodman escribió el prólogo del catálogo.

## Teatro
Beck codirigió el Living Theatre hasta su muerte. La principal influencia del grupo fue Antonin Artaud, quien promovió el Teatro de la Crueldad, cuyo objetivo era despertar la complacencia del público. Esto adoptó diferentes formas. Por ejemplo, en The Connection (1959), un drama sobre la adicción a las drogas, actores que interpretaban a drogadictos deambulaban entre el público exigiendo dinero para una dosis. El Living Theatre se trasladó de Nueva York en 1964, después de que el Servicio de Impuestos Internos (IRS) lo clausurara cuando Beck no pagó 23.000 dólares en impuestos atrasados. Tras un juicio sensacionalista en el que Beck y Malina se representaron a sí mismos, fueron declarados culpables por un jurado.
La filosofía teatral de Beck se trasladó a su vida. En una ocasión dijo: «Insistimos en la experimentación, que era una imagen de una sociedad en transformación. Si se puede experimentar en el teatro, se puede experimentar en la vida». Fue acusado una docena de veces en tres continentes por cargos como alteración del orden público, exhibicionismo, posesión de narcóticos y no participar en un simulacro de defensa civil.
Además de su trabajo teatral, Beck publicó varios volúmenes de poesía que reflejan sus convicciones anarquistas; dos libros de no ficción: La vida del teatro y Teándrico ; y actuó en varias películas, con pequeños papeles en Edipo Rey (1967), Amor y furia (1969), El club del algodón (1984) y Nueve semanas y media (1986). Interpretó al antagonista principal en Poltergeist II: El otro lado (1986), estrenada póstumamente. Beck también apareció en un episodio de Miami Vice que se emitió 13 días después de su muerte.

## Vida personal
Beck y Malina mantuvieron un matrimonio abierto, y Beck mantuvo una larga relación con Ilion Troya, un actor de la compañía. Malina y Beck compartieron un amante, Lester Schwartz, un trabajador de astillero que fue el tercer marido de Dorothy Podber, seguidora de Andy Warhol. Beck y Malina tuvieron dos hijos, Garrick e Isha.

## Muerte
Beck murió el 14 de septiembre de 1985, poco después de terminar de filmar Poltergeist II: El otro lado, película en la que interpretó el papel del antagonista, Reverendo Kane.

## Filmografía
- Narcissus (1958) – Narración (voz)
- The Queen of Sheba Meets the Atom Man (1963)
- Edipo rey (1967) – Tiresia
- Après la Passion selon Sade (1968)
- Candy (1968)
- Love and Anger (1969) – Hombre moribundo (secuencia "Agonía")
- Cotton Club (1984) – Sol Weinstein
- Miami Vice (1985) – J.B. Johnston (episodio "El hijo pródigo")
- Nueve semanas y media (1986) – Huésped cenando (lanzamiento póstumo)
- Poltergeist II: The Other Side (1986) – Reverendo Henry Kane (lanzamiento póstumo)